# John Ferguson McLennan
John Ferguson McLennan (Inverness, Escocia, 14 de octubre de 1827 - 16 de junio de 1881) fue un antropólogo británico. 

## Biografía
Estudió en el King's College de Aberdeen (Escocia), donde se graduó con honores en 1849. Ingresó a la Universidad de Cambridge, en donde estudió hasta 1855 sin graduarse. Fue llamado por la barra de abogados de Escocia en 1857 y en 1871 fue elegido al parlamento por su natal Escocia.

## Obra
En 1865 publicó Primitive Marriage (El matrimonio primitivo), obra en la que, argumentando la prevalencia del simbolismo de la captura en las ceremonias de matrimonio de los pueblos entonces llamados primitivos —término en desuso en la antropología—, desarrolló una hipótesis sobre el desarrollo de los lazos matrimoniales y los sistemas de parentesco de acuerdo con leyes naturales. En 1866 escribió para Fortnightly Review (número de abril-mayo) un ensayo sobre el Parentesco en la antigua Grecia (Kinship in Ancient Greece, en inglés), en el que propuso probar mediante datos antiguos la teoría de la historia del parentesco que había problematizado en Primitive Marriage. Tres años más tarde, publicó una serie de ensayos sobre el totemismo en la misma revista, mismos que marcaron un paso adelante en su estudio sistemático de las sociedades antiguas de Europa. 
Una reimpresión de Primitive Marriage con Kinship in Ancient Greece y otros ensayos inéditos fue publicada en 1876, bajo el título de Studies in Ancient History (Estudios de historia antigua). Los nuevos ensayos de este volumen fueron principalmente de contenido crítico, aunque The Divisions of the Irish Family (Las divisiones de la familia irlandesa) es una discusión sobre un problema que era del interés de los expertos en cuestiones célticas y jurídicas. 